# Jos Brink

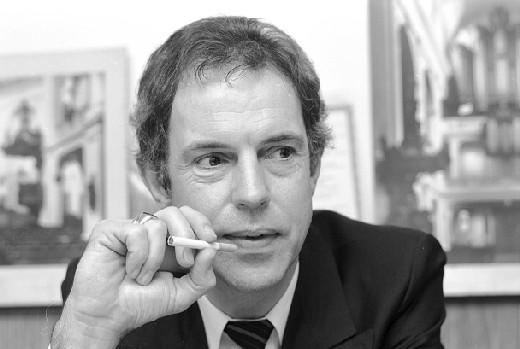
Jos Brink

Josephus Gerardus (Jos) Brink (* 19. Juni 1942 in  Heiloo; † 17. August 2007 in Amsterdam) war ein niederländischer Schauspieler, Kabarettist, Musicalartist und -produzent, Kolumnist und Fernsehmoderator.

## Leben
Jos Brink wurde in einer Familie mit vier Brüdern geboren. Sein Vater war Steuerbeamter. Als Kind lebte er unter anderem in Purmerend und Rotterdam und war einige Zeit Pfadfinder.
Nach dem Abitur und einer Ausbildung als Theaterschauspieler gab er 1959 sein Debüt in Hörspielen im Rundfunk. In den 1960er Jahren moderierte er mehrere Rundfunkprogramme. Er bekam 1970 eine eigene Fernsehsendung. Im Jahr 1979 wurde er auch außerhalb der Niederlande bekannt, als er während einer Live-Fernsehsendung zu Ehren von Königin Juliana, die ihren 70. Geburtstag feierte, die Monarchin spontan küsste. Das war damals eine wegen der Hofetikette umstrittene, aber von der Königin sehr geschätzte Geste. In den 1980er Jahren moderierte er viele Fernsehshows, darunter auch Wedden, dat..?, die niederländische Version von Wetten, dass..?.
Jos Brink, der ein guter Sänger war, trat in zahlreichen Rollen der niederländischen Musical- und Kabarettbühne auf. Er war auch oft im Theater und in Fernsehfilmen als Akteur tätig.
Jos Brink liebte Hauskatzen. Darüber und über Merkwürdigkeiten aus dem Alltagsleben schrieb er in den 1980er Jahren kurze, oft humorvolle oder gerade melancholische, rührende columns (deutsch: Kolumnen) in mehreren niederländischen Zeitungen und Zeitschriften. Diese Artikel wurden als Bündel herausgegeben.
Im Juli 2007 wurde nach einer ärztlichen Untersuchung festgestellt, dass Jos Brink an Darmkrebs litt. Auch die Lungen, die Lymphe und das linke Bein waren vom Krebs bereits betroffen. Nach einigen erfolglosen Operationen erlag Brink in einem Amsterdamer Krankenhaus diesem Leiden.
Brink ist königlich ausgezeichnet worden: Er war Ritter des Ordens von Oranien-Nassau.

## Religion
Die Eltern von Jos Brink gehörten der protestantischen Gruppe der Remonstranten an. Diese Kirche ist eine kleine, ziemlich liberale, freisinnige Strömung im niederländischen Calvinismus.  Als Kind hatte er viele römisch-katholische und atheistische Freunde. So entwickelte er schon früh eine eigene, sehr freisinnige und tolerante christliche Weltanschauung. Im Freundeskreis, der zu einem großen Teil aus anderen Schauspielern bestand, entdeckte er, dass er fähig ist, aus seinem Glauben heraus anderen Menschen durch das Wort Gottes zu trösten. Er bekam mehrmals die Gelegenheit, im Amsterdamer Kirchengebäude De Duif („Die Taube“) Gottesdienste einer ökumenischen Basisgemeinde zu leiten. Die Predigten schrieb er selbst. Auch diese sind inzwischen als Buch herausgegeben worden. Jos Brink hat vor allem versucht, Tabus um das Thema Sterben zu durchbrechen. Im Jahr 2007 erschien noch ein kleines Buch (Rouw op je dak) aus seiner Hand über das Trauern.
Dieser Titel ist ein Wortspiel: het komt rauw op je dak = das überfällt einen; de rouw = die Trauer.

## Homosexualität
Jos Brink war ein Befürworter der Emanzipation der Homosexualität. Um seiner Karriere nicht allzu sehr zu schaden, schob er seine Homosexualität nicht in den Vordergrund, verneinte sie aber auch nicht. Er erteilte unter anderem Sterbensbegleitung (moralische Unterstützung) für AIDS-Erkrankte in der Kirche „De Duif“. Er war einer der ersten, der eine Ehe zwischen zwei Männern einging. Die niederländische Gesetzgebung ermöglicht eine gleichgeschlechtliche Ehe zweier homosexueller Menschen, und auch kirchliche Eheschließungen sind in den Niederlanden möglich. Ein Kollege von Jos Brink, Frank Sanders, war kirchlich und gesetzlich der Ehepartner von Jos Brink.

## Werke

### Bücher
- Rouw op je dak. Terra-Lannoo, 2007, ISBN 978-90-2096986-3, 93 Seiten